# Kim Sam-soo
Kim Sam-soo (8 de fevereiro de 1963) é um ex-futebolista profissional e treinador coreano, que atuava como meia.

## Carreira
Kim Sam-soo fez parte do elenco da Seleção Coreana de Futebol da Copa do Mundo de 1986 